# Paralaurionite
La paralaurionite est une espèce minérale composée de chlorure de plomb de formule PbCl(OH).

## Historique de la description et appellations

### Inventeur et étymologie
La paralaurionite a été décrite en 1888 par  le minéralogiste Smith ; elle fut nommée ainsi en allusion à son dimorphe, découvert un an avant : la laurionite.

### Topotype
La paralaurionite se trouve dans les anciennes scories de plomb argentifère du Laurion, Attique, en Grèce.
L'échantillon de référence est déposé au Musée d'histoire naturelle de Londres, N° 84 034.

### Synonymie
- Rafaelite (décrite en 1889 par Arzruni et Thaddéeff sur des échantillons de la mine San Rafael, Sierra Gorda, Chili[4])

## Caractéristiques physico-chimiques

### Critères de détermination
La paralaurionite forme des cristaux transparents de couleur variable (incolore, blanc, violet, verdâtre, jaune verdâtre), biréfringents, d'éclat amadantin et nacré. Elle laisse un trait blanc.
Son habitus est tabulaire sur {100} et allongé dans la direction [001], pouvant présenter une macle par contact sur {100}. Elle est peu dure (3 sur l'échelle de Mohs). Elle possède un clivage parfait sur {001}. Sa cassure est irrégulière.
Elle est légèrement soluble dans l'eau froide, plus soluble dans l'eau tiède et soluble dans l'acide nitrique.

### Cristallochimie
La paralaurionite est un dimorphe de la laurionite et est paradoxalement moins rare que son dimorphe. Elle fait partie du groupe de la matlockite.

### Cristallographie
La paralaurionite cristallise dans le système cristallin monoclinique, de groupe d'espace C2/m (Z = 4 unités formulaires par maille conventionnelle).
- Paramètres de maille : {\displaystyle a} = 10,865 Å, {\displaystyle b} = 4,006 Å, {\displaystyle c} = 7,233 Å, β = 117.24° (volume de la maille V = 279,9 Å3)
- Masse volumique calculée = 6,16 g/cm3

Les cations Pb2+ sont en coordination antiprismatique tétragonale déformée (5+3) de chlore et de groupes hydroxyles : groupes PbCl5(OH)3.

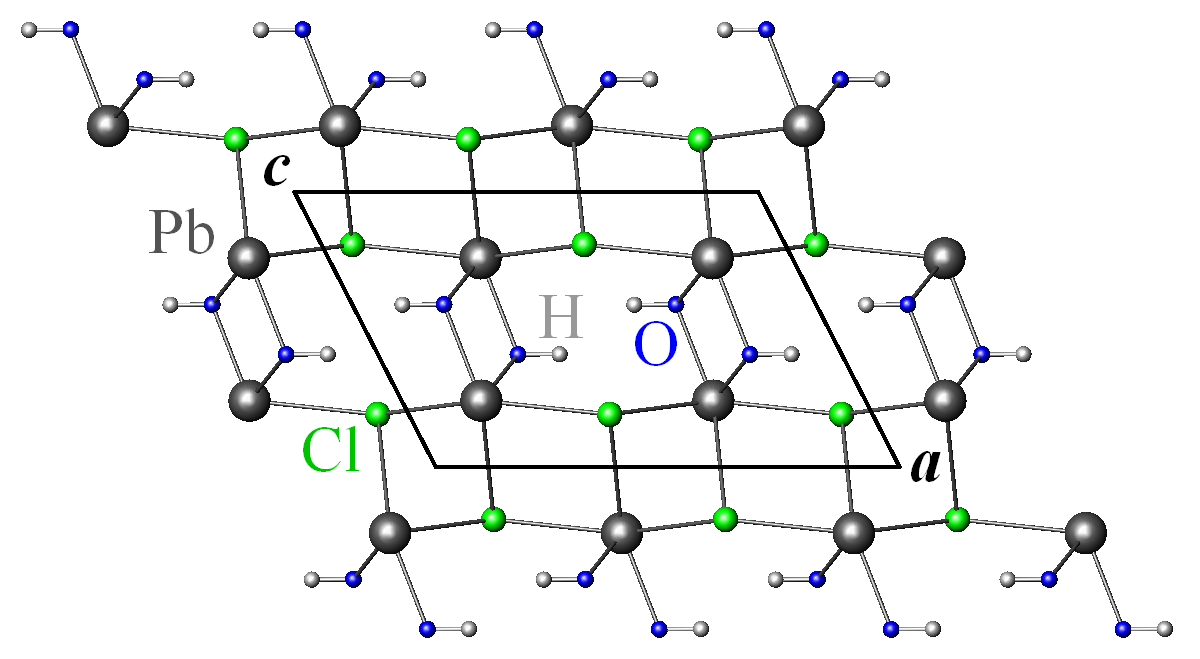
Structure de la paralaurionite projetée sur le plan (a, c). Gris foncé : Pb, vert : Cl, bleu : O, gris clair : H. Le parallélépipède noir représente la maille conventionnelle.

## Gîtes et gisements

### Gîtologie et minéraux associés
La paralaurionite est un minéral secondaire provenant de l’activité d’anciennes fonderies, dans ce cas précis il s’agit de l’action de l’eau de mer sur des scories de plomb.
Elle peut être trouvée associée à plusieurs autres minéraux :
- en Grèce : anglésite, cérusite, fiedlérite, héliophyllite, laurionite, ludlockite, penfieldite, phosgénite ;
- aux États-Unis : leadhillite, matlockite, cérusite, hydrocérusite, diaboléite, wherryite.

### Gisements producteurs de specimens remarquables
Ce minéral est assez commun et se trouve dans de nombreuses occurrences dans le monde.
- Afrique du Sud
  - Argent, Province de Gauteng[6]
- Angleterre
  - Cornouailles[7]
    - Wheal Rose, Porthleven, Mount's Bay District,
    - Daymer Bay, Padstow, Area West of Wadebridge, Wadebridge District

  - Somerset
    - Torr Works Quarry (Merehead Quarry), Cranmore[8]
    - Colemans Quarry, Holwell
    - Wesley Mine, Westbury on Trym
- Allemagne (anciennes scories)
  - Herzog Julius-Hütte (Juliushütte) (Schlackenvorkommen), Astfeld, Goslar, Harz, Niedersachsen
- Australie
  - Anticline prospect, Ashburton Downs, Ashburton Shire, Pilbara Region[9]
- Chili (Caracoles, Sierra Gorda District, Province de Tocopilla, Région d'Antofagasta
  - Mine Margarita, Mine San Francisco (Beatrix Mine), Mine San Rafaël[10]
- Écosse (anciennes scories)
  - Meadowfoot Smelter, Wanlockhead, Dumfries & Galloway (Dumfries-shire)[11]
- États-Unis
  - Mammoth-Saint Anthony Mine, St. Anthony deposit, Tiger, Mammoth District, Comté de Pinal, Arizona
- France (anciennes scories)
  - Haldes de Menez-Plom, Carnoët, Callac, Côtes-d'Armor. Ancienne mine de plomb et d'argent.
  - La Fonderie, Poullaouen, Finistère[12]
- Grèce (anciennes scories)
  - le district minier antique du Laurion (topotype) compte près de dix occurrences : Agios Nikolaos, le port, Oxygon, Panormos, Passa Limani, Sounion, la baie de Thorikos, Tourkolimanon et Vrissaki[13].
- Italie (anciennes scories)
  - Carpenara, Val Varenna, Gênes, Ligurie[14]
  - Villagio di Scopello, Sesia, province de Verceil, Piémont
  - Province de Livourne, Toscane
    - Campiglia Marittima, Capattoli[15]
    - Baratti, Piombino[16]
    - Suvereto
- Maroc
  - Mibladen, Midelt, Province de Khénifra, Région  de Meknès-Tafilalet
- République tchèque
  - Příbram Smelter, Příbram, Bohème[17]